# Uttoxeter
Uttoxeter – miasto w Wielkiej Brytanii, w Anglii, we wschodniej części hrabstwa Staffordshire, położone nad rzeką Dove. W pobliżu znajdują się miasta Stoke-on-Trent oraz Derby. Miasto zamieszkiwane jest przez 12 000 osób.

## Historia
W Domesday Book pojawia się pod nazwą Wotocheshede, a od tego czasu nazwa miasta miała ponad 80 różnych pisowni. W średniowieczu miasto posiadało prawo organizowania targu, przyznane mu w roku 1252. W okresie angielskiej wojny domowej miasto kilkakrotnie zmieniało swoje poparcie, aczkolwiek z przewagą dla parlamentu. Jednak najbardziej znane zajście związane z historią miasta miało miejsce w obozie rojalistów – w roku 1648 Książę Hamilton, po miażdżącej porażce pod Preston, zrejterował do Uttoxeter z dwudziestotysięczną armią szkocką.

## Miasta partnerskie
- Fumel
- Raisdorf (obecnie tylko związki nieformalne)